# Душничко врело
43° 09′ 31″ С; 22° 06′ 03″ И / 43.1585° С; 22.100833° И
Душничко врело један је од многобројних крашки извор у кршу Источне Србије, који избија у атару села Горњи Душник, на десној долинској страни Кутинске реке, испод стрмог одсека падина Суве планине, у општини Гаџин Хан у Нишком управном округу.

## Географске одлике сабирног простора врела
Сува планина је масив сиромашан водом, што резултује пропустљивошћу кречњака и понирањем падавина до вододржљивих слојева. Високи делови Суве планине су готово безводни, а подножје обилује изданском и површинском водом. На прелазу кречњака у вододржљиве стене (дуж обода Суве планине) вода избија на више места у облику врела. Највеће врело на планском подручју је код Горњег Душника — Душничко врело. У подножју се јављају и многобројнидруги извори који су заједно са Душничким врелом били пресудни за фомирање сталних насеља неки су каптирани у сеоске чесме и сточна појила, а неки се за пољопривреду, као што је то случај са овим врелом.

## Геоморфологија
Област храњења водом Душничког врела обухвата највише делове Суве планине између Соколовог Камена и Трема изграђених од титонских банковитих и слојевитих кречњака и доломита. Док ду нешто нижи делови изграђени од кредно-јурских кречњака и доломита (Главчина). 
Издашност врела износи од 66 до 807 l/s, што указује на одлике великих колебања, тако да врело није погодно за водоснабдевање већег обима. А такође у време великих вода Врело се замути.
Након кратког тока вода из врела отиче у Кутинску реку

## Експолатација врела
На самом врелу направљена је каптажа, из које се данас, вода користи само за потребе пастрмског рибњака. На овом врелу изграђене су и две воденице.